# Marie-Claire Heureuse Félicité
Marie-Claire Heureuse Félicité Bonheur (1758 – 8 tháng 8 năm 1858) là Hoàng hậu của Haiti (1804–1806) với tư cách là vợ của Jean-Jacques Dessalines.

## Lý lịch
Bà sinh ra ở Léogâne trong một gia đình nghèo nhưng tự do và là con gái của Guillaume Bonheur và Marie-Sainte lobelot. Bà được giáo dục bởi dì Élise lobelot, người có quyền lực trong một trật tự tôn giáo. Bà kết hôn với Pierre Lunic, chủ nhân của anh em nhà Saint-Jean de Dieu. Bà trở thành góa phụ vào năm 1795.

## Cuộc bao vây của Jacmel
Trong cuộc bao vây Jacmel năm 1800, bà đổi tên cho công việc của mình với những người bị thương và chết đói. Bà đã thuyết phục được Dessalines, một trong những đảng bao vây thành phố, cho phép một số con đường đến thành phố được mở, để những người bị thương trong thành phố có thể nhận được sự giúp đỡ. Bà dẫn một đám rước phụ nữ và trẻ em với thức ăn, quần áo và thuốc men trở lại thành phố, và sau đó sắp xếp cho thức ăn được nấu trên đường phố.

## Cuộc sống với Dessalines
Vào ngày 2 tháng 4 năm 1800, bà kết hôn với Jean-Jacques Dessalines, người mà bà có mối quan hệ lâu dài. Họ có bảy người con.
Marie-Claire được mô tả là tốt bụng, nhân hậu và tự nhiên, với phong thái lịch lãm và thân mật. Bà đã nhận nuôi rất nhiều trẻ em phát sinh từ vấn đề ngoại tình của Dessalines. Bà là một người tương phản với chồng trong sự bao dung và hỗ trợ của bà và bằng cách thể hiện lòng tốt rộng rãi với mọi người. Bà là một chướng ngại lớn của chính sách của Dessalines đối với người Pháp da trắng Haiti; Bà nhìn thấy nhu cầu của các tù nhân, và bà không ngần ngại, bất chấp sự tức giận của chồng, để cứu nhiều người trong số họ trong vụ thảm sát Haiti năm 1804 do chồng bà sắp xếp. Bà được cho là đã quỳ xuống trước ông để cầu xin ông tha mạng và được cho là đã giấu một người trong số họ, Descourtilz, dưới giường của bà để cứu ông. Bà được phong làm Hoàng hậu Haiti vào năm 1804 khi thành lập chế độ quân chủ Haiti và đăng quang cùng chồng tại Nhà thờ Champ de Mars vào ngày 8 tháng 10 năm 1804. Bà giữ chức trong hai năm.

## Sau này
Sau sự biến động và cái chết của Dessalines vào năm 1806, bà đã từ chối lời đề nghị từ Henry Barshe để chuyển đến sống cùng gia đình. Là một góa phụ, bà được phong là Công chúa Thái hậu vào ngày 17 tháng 10 năm 1806. Vì tài sản của người chồng quá cố bị tịch thu, bà sống trong cảnh nghèo khó ở Saint-Marc cho đến tháng 8 năm 1843, khi cô được cấp lương hưu 1.200 người sành ăn.
Năm 1849, khi Faustin I của Haiti trở thành Hoàng đế, ông đã lý tưởng hóa các nữ công tước quá cố và mở rộng lương hưu của Marie-Claire như một dấu hiệu của sự ngưỡng mộ của ông. Marie-Claire, người không cảm thấy đồng cảm với thái độ này, đã từ chối nhận tiền. Bà chuyển đến sống cùng với cháu gái của mình và sống trong nghèo khó cho đến khi qua đời vào năm 1858 tại Gonaïves.